# 卡索波利斯 (密歇根州)
卡索波利斯（英語：Cassopolis）是一個位於美國密歇根州卡斯縣的村。根據2010年美國人口普查，該地共人口1774人，而該地的面積約為5.79平方千米。同時該地也是卡斯縣的縣治。

## 地理
卡索波利斯的座標為41°54′39″N 87°00′28″W / 41.91083°N 87.00778°W，而該地的平均海拔高度為271米（即889英尺）。